# Garbage can-modellen
Garbage can-modellen är en teori om hur beslut fattas i organisationer. Modellen är en organisationsteori och är framtagen av forskarna Michael D. Cohen, James G. March och Johan Olsen (1972). Med hjälp av modellen kan man förklara och förstå hur olika organisationer fattar beslut i praktiken. Forskarna menar att en organisatorisk beslutsprocess sällan är fullt rationellt strukturerad utan att den istället är sammansatt av fyra faktorer: beslutstillfälle-, problem-, lösnings- och deltagarflödet. Flödena är relativt oberoende av varandra. Det gör att sammansättningen av faktorerna inte behöver vara låsta. Beslutsprocessen som den beskrivs i modellen "garbage can" (soptunna) är öppen, flytande och oförutsägbar[1][2].
Anledningen till att modellen kallas "garbage can" är att forskarna frammanar bilden att alla problem och lösningar som uppstår i organisationen läggs i ett slags osynlig tunna medan de skapas[3]. I tunnan  blir det en blandning av olika lösningar som deltagare sedan plockar av för att lösa olika problem, när det uppstår beslutstillfällen. Ett beslut blir till när det finns lösningar, problem, ett beslutstillfälle och deltagare. Omvänt kan beslut utebli, om någon av dessa förutsättningar saknas i ”tunnan”.
Den här teorin är inte en rekommendation till hur man ska ta sig an en beslutsprocess, men det är en beskrivning av hur sådana processer tenderar att gå till. Teorin gör det möjligt för aktörer att förstå hur beslut blir till och granska styrkor och svagheter i sitt sätt att hantera beslutssituationer. Teorin förklarar även varför fullt rationella beslutsmodeller är orealistiska och därför av begränsat värde. Problem och lösningar identifieras sällan efter varandra i en stegvis ordning utan plockas ur, läggs och möts i tunnan beroende på situationen man befinner sig i [4].

## Historia
Michael D. Cohen arbetade år 1972 tillsammans med James G. March på Stanford University och Johan Olsen från Bergens universitet och tillsammans skrev de artikeln A Garbage Can-Model of Organizational Choice[5].

## Beslutsprocess
Modellen visar en beslutsprocess som är sammansatt av fyra olika flöden:
1 Ett flöde av beslutsmöjligheter: Situationer uppstår som kräver beslut, dvs anledningar eller situationer där organisationen förväntas ta ställning till ett problem och fatta ett beslut. 
2 Ett flöde av problem: Ett problem kan vara vad som helst som engagerar, irriterar eller inspirerar en eller flera av organisationens medlemmar, eventuellt något som kommer utifrån. 
3 Ett flöde av lösningar: Lösningar framstår normalt som svar på ”problem” och kan vara nya metoder, personer med nya utbildningar, intryck från massmedia eller helt enkelt tillgängliga resurser, till exempel lediga lokaler eller likvida medel veckorna före budgetårets utgång. 
4 Ett flöde av deltagare: Deltagarna har olika egenskaper som är av betydelse för beslutsprocesserna. De kan till exempel bidra med olika intressen (personliga mål och/eller gruppmål, kunskaper, energi och kontakter (interna/externa)). 
En viktig egenskap för modellen "garbage can" är att den är öppen för många typer av indata i beslutsprocesserna. Sammankopplingen av flödena och även utfallet av själva besluten kan uppkomma på tre sätt[6]:
- En sammankoppling som är anarkistisk, den är alltså tillfällig, oorganiserad och högst osäker.
- En sammankoppling som baseras på erfarenhet från tidigare tillfällen

- En sammankoppling som baserad på strukturella och administrativa förhållanden (som kultur, hierarki och arbetsdelning)

Modellen spräcker många av de förutsättningar som ligger till grund för den rationella beslutsprocessen. Modellen förutsätter att beslutstillfällen kommer som tunnor på ett löpande band, där deltagarna placerar problem, energi och lösningar. Beteckningen ”garbage can” behöver inte betyda att det är dåliga problem eller lösningar (”sopor”) som ingår i beslutssituationen. Men tanken är dels att deltagarna ska försöka göra sig kvitt vissa problem och lösningar, dels att beslutsledningen – som kan symboliseras av ”tunnan” – kommer att innehålla många olika element. 

## Forskning
Forskare i statsvetenskap studerar hur industriell förnyelse hanteras i det politiska systemet. Här ingår relationen mellan staten och särintressen som organisationer som företräder privata företag och fackliga organisationer. Framförallt har processer rörande i Sverige samt det politiska beslutsfattandet under ekonomiska kriser i Sverige studerats. Dessa studier har belysts av teorin om korporativism såväl som av olika teorier om beslutsfattandet, där man använt sig av modellen Garbage can.